# Vector Informatik

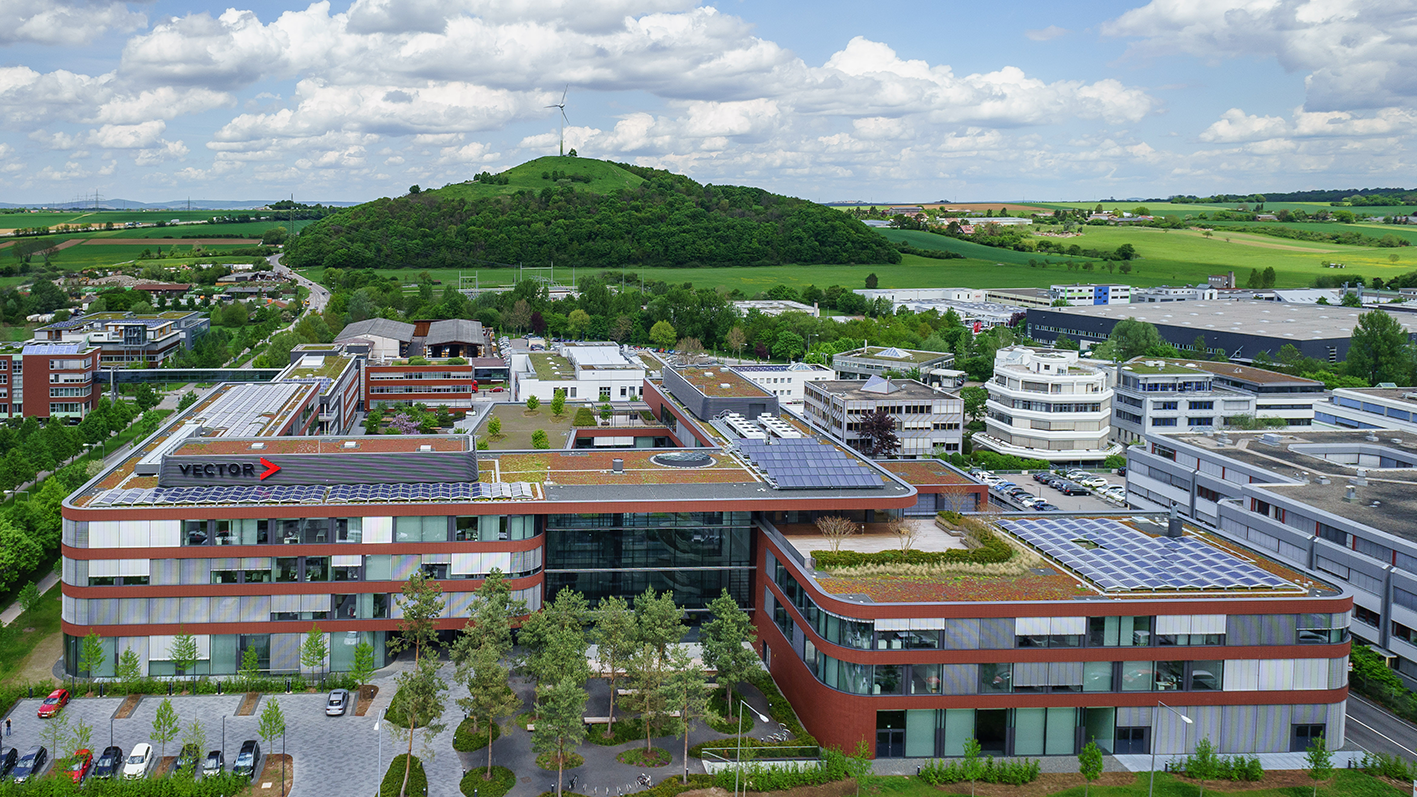
Blick von Süden auf das Hauptgebäude des Vector Campus in Stuttgart-Weilimdorf, Holderäckerstr. 36

Die Vector Informatik GmbH entwickelt Softwarewerkzeuge, Softwarekomponenten und Hardware für Entwickler von Software und elektrisch-elektronischer Architektur (E/E). Die Anwendungsschwerpunkte für die Vector Produkte liegen in der Entwicklung komplexer Software-Projekte, elektronischer Systeme sowie auf deren Vernetzung mittels serieller Bussysteme wie CAN, LIN, FlexRay, Ethernet, AFDX und ARINC 429 und auf CAN-basierten Protokollen wie SAE J1939, CANopen, ARINC 825 und weiteren. Darüber hinaus werden weitere Softwaretools angeboten wie das Kalibrationsdatenmanagement vCDM. Der Stammsitz des Unternehmens ist in Stuttgart, weitere Niederlassungen sind in Braunschweig, Hamburg, München, Regensburg und Karlsruhe. Dazu kommen zu den Auslandstöchtern in Brasilien, China, Frankreich, Italien, England, Indien, Japan, Korea, Österreich, Schweden und USA auch die Vector Consulting Services GmbH, ein Beratungsunternehmen zur Optimierung der technischen Produktentwicklung. Diese werden in Summe auch als Vector Gruppe bezeichnet. 

## Name und Bezeichnung
In der Autoindustrie ist Vector Informatik aber nahezu ausnahmslos als Vector bekannt.
Es ist jedoch zu beachten, dass viele andere Unternehmen aus anderen Branchen den Namen Vector verwenden. Zum Beispiel wurde 2017 die Vector Software, Inc. aus East Greenwich, Rhode Island, USA mit dem Produkt VectorCAST übernommen.

## Geschichte
Die Vector Software GmbH wurde am 1. April 1988 von Eberhard Hinderer, Martin Litschel und Helmut Schelling gegründet. Martin Litschel und Helmut Schelling hatten zuvor bereits bei Bosch an der Entwicklung des CAN-Busses mitgewirkt.
Im Jahre 1992 änderte die Gesellschaft ihren Namen in Vector Informatik GmbH, im selben Jahr wurde die erste CANalyzer Lizenz verkauft und das erste Mal eine Million DM Umsatz erwirtschaftet. 
1996 wurden die ersten CANoe und CANape Lizenzen verkauft.
1998 wurde Vector CANtech (USA) gegründet, im darauf folgenden Jahr Vector Japan. 
2001 wurde die Tochtergesellschaft Vector Consulting GmbH gegründet, die Beratung zur technischen Entwicklung und deren Kosteneffizienz bietet.
2006 erwarb Vector Informatik die "Division 4m Software" der Micron Electronic Devices AG. Im selben Jahr übertraf der Umsatz der Vector Gruppe erstmals die 100 Mio. Euro Grenze. 
2007 wurde Vector Korea gegründet.
2009 wurden die Standorte Vector Great Britain, Vector Informatik India und Vector China eröffnet.
2011 wurde die bis dato bestehende chinesische Repräsentanz in eine rechtlich eigenständige Unternehmung überführt. Im August 2011 gaben die vier Eigentümer die Vector Informatik GmbH in die Hände einer Familienstiftung und der gemeinnützigen Vector Stiftung. Außerdem konnte der eintausendste Mitarbeiter begrüßt werden.
2013 wurde Vector Austria gegründet
2014 folgten Vector Brazil und Vector Italy. Seit diesem Zeitpunkt ist die Vector GmbH an 33 Standorten vertreten.
2016 wurde in Weilimdorf die neue Hauptverwaltung "Vector IT Campus" bezogen. Das von den Industriebauarchitekten Schmelzle+Partner entworfene Verwaltungsgebäude gilt nach DGNB als das beste Gebäude weltweit.
2017 wurde der Hersteller einer statischen Codeanalyse-Software Vector Software, Inc. aus den USA übernommen.
2018 übernimmt Vector den schwedischen Softwarehersteller Arccore, welcher Softwareexpertise in AUTOSAR hat.
2022 wurde der Hersteller des Werkzeugs PC-Lint, Gimple, übernommen.

## Tätigkeitsfelder
Wie oben genannt, behandelt Vector die Vernetzung in elektronischen Systemen, die auf den seriellen Bussystemen CAN, LIN, FlexRay und MOST basieren sowie auf CAN-basierten Protokollen wie SAE J1939, CANopen und weiteren. Hierbei sind Steuergeräte im Pkw der klare Schwerpunkt. Die hierbei gewonnenen Erfahrungen werden aber auch in anderen Bereichen genutzt wie Luftfahrttechnik, Nutzfahrzeuge, Sonderfahrzeuge, Sondermaschinen bis hin in allgemeine Embedded Systeme. Eine Auswahl an Fachartikeln bietet hierzu weiteren Hintergrund:
- Integration virtueller Hardware-Prototypen in CANoe am Fraunhofer-Institut IIS[19]
- Diagnose-Validierung mit GM[20]
- Ohne sichere Schlüssel keine Security - Steuergeräte schützen mit standardisiertem Schlüsselmanagement[21]
- Fahrerassistenzsysteme optimieren bei BMW[22]
- XCP on FlexRay bei Audi[23]
- Verkehrsvernetzung[24]

## Produkte
Einige zentrale Produkte sind
- Das Analysewerkzeug CANalyzer für Bussysteme wie CAN, FlexRay, Ethernet, LIN u. a. m.
- Das Entwicklungswerkzeug CANoe mit Unterstützung für Simulation, Diagnose und als Testwerkzeug für Pkw-Steuergeräte. Einsatz bei den meisten Pkw- und Lkw-OEMs und Zulieferern.
- Embedded-Softwarekomponenten für CAN, FlexRay, LIN, CANopen u. a. m. Diese Komponenten sind Bestandteil weltweit nahezu aller Pkw mit vernetzter Elektronik.
- Die Software CANape zur Kalibrierung von Steuergeräten unterstützt verschiedene Protokolle (CCP, XCP,…) und Bus-Systeme (CAN, FlexRay,…).
- Die Software PREEvision zur Modellierung von Elektrik-/Elektronik Systemen[25]
- Entwicklungswerkzeuge und vollständige Software-Stacks (MICROSAR) für AUTOSAR-Steuergeräte inklusive einem von vielen OEMs eingesetzten Echtzeitbetriebssystem, welches der AUTOSAR OS-Spezifikation entspricht und dessen Module die Umsetzung sicherheitsrelevanter Funktionen in Kraftfahrzeugen nach ISO 26262 bis hoch zu ASIL D ermöglichen.